# November Afternoon
November Afternoon è un film del 1996 scritto e diretto da John Carney e Tom Hall.
Si tratta del film d'esordio di John Carney. È stato girato in bianco e nero ed è ambientato a Dublino.

## Trama
In un week-end di autunno, Karen e suo marito John tornano da Londra a Dublino per fare visita al fratello di lei, Robert, e la sua compagna Kathy. L'armonia del quartetto inizia a sgretolarsi quando emergono i primi sospetti di una frequentazione segreta incestuosa tra i due fratelli.

## Distribuzione
Il film è stato presentato in anteprima in Irlanda al Cork Film Festival del 1996, riscuotendo una buona critica. È stato inoltre proiettato negli Stati Uniti in occasione del Boston Film Festival 1997.